# SR-98

Le SR-98 est un fusil de précision australien qui est une version locale du Accuracy International AWP britannique, qui est lui-même un dérivé du L96A1.
Le fusil de précision SR-98 est utilisé depuis les années 1980 dans l'armée et la police australienne. Les différences entre l'AWP et le SR-98 sont minimes, mais le modèle australien est reconnaissable à sa crosse repliable et sa couleur vert kaki. Et tout comme le modèle initial, il possède un bipied intégré, un rail Picatinny pour éventuellement recevoir la lunette PM II de Schmidt & Bender, et est capable d'utiliser des silencieux.